# Sebasac
Sebasac (en francès Sébazac-Concourès) és un municipi francès situat al departament de l'Avairon i a la regió d'Occitània.

## Demografia
| 1962                                       | 1968 | 1975  | 1982  | 1990  | 1999  |
| ------------------------------------------ | ---- | ----- | ----- | ----- | ----- |
| 561                                        | 642  | 1.727 | 2.336 | 2.703 | 2.717 |
| Des de 1962: població sense dobles comptes |      |       |       |       |       |

## Administració
| Període   | Identitat         | Partit |
| --------- | ----------------- | ------ |
| 2001-2008 | Anne-Marie Durand |        |
| 2008-     | Florence Cayla    |        |